# Alyssa Campanella
Alyssa Marie Campanella (Manalapan Township, Nova Jersey, EUA, 21 de março de 1990) é uma modelo norte-americana detentora do título de Miss USA 2011 pelo estado da Califórnia e representou os Estados Unidos no Miss Universo 2011. Alyssa também figurou em segundo lugar no concurso Miss Teen USA 2007, representando o estado de Nova Jérsei.

## Miss Teen USA 2007

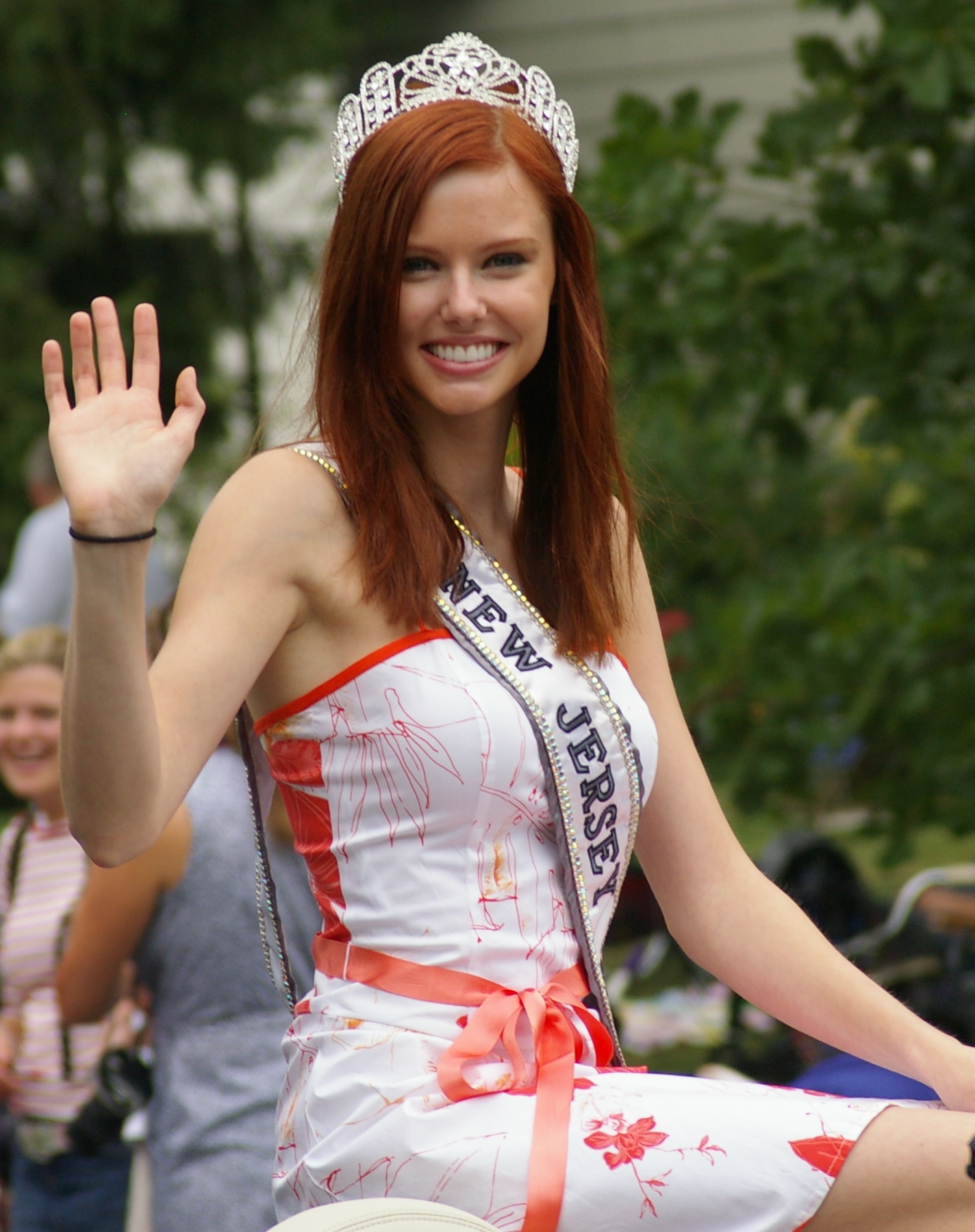
Alyssa como Miss Nova Jersey Teen USA

Em outubro de 2006, Campanella foi coroada Miss Nova Jersey Teen USA 2007 e representou o estado de Nova Jersey no Miss Teen USA 2007, que foi realizado em 24 de agosto, em Pasadena, na Califórnia, onde ficou em segundo lugar, perdendo para a representante do Colorado, Hilary Cruz.

## Miss USA 2011
Após competir por dois anos consecutivos no concurso Miss New Jersey, em 2008 e 2009, sem sucesso, Alyssa competiu, em novembro de 2010, no Miss California USA 2011, onde sagrou-se vencedora, recebendo o direito de representar o estado da Califórnia no Miss USA 2011.
Em 19 de junho, Campanella foi eleita Miss USA 2011, em concurso realizado em Las Vegas, Nevada.
Com a vitória de Alyssa, a Califórnia conquistou o sexto título de Miss USA.

## Miss Universo 2011
Ao vencer o Miss USA 2011, Alyssa Campanella recebeu o direito de representar o seu país no Miss Universo 2011, que foi realizado no dia 12 de setembro, em São Paulo, Brasil.
Após a final, Alyssa terminou o concurso entre as 16 semifinalistas, tendo recebido críticas por sua excessiva magreza. O certame foi vencido pela representante de Angola, Leila Lopes.

## Televisão
Em janeiro de 2012, Alyssa foi uma das oito celebridades que participarão do reality show canadense Rachael vs. Guy: Celebrity Cook-Off, da emissora canadense Food Network.

## Vida pessoal
Em 19 de junho de 2011, Alyssa confirmou o namoro com o ator canadense Torrance Coombs. Em 2 de abril de 2016, Torrance e Alyssa Campanella se casaram em uma reunião apenas para amigos próximos, terminando o casamento em 2019.